# Atlas (film, 1961)
Pour les articles homonymes, voir Atlas.
Pour plus de détails, voir Fiche technique et Distribution.
Atlas est un film américain réalisé par Roger Corman, sorti en 1961.

## Synopsis
Aux Ve – IVe siècles av. J.-C., la démocratique cité de Thénis est assiégée par le cruel tyran de Séronikos, Praximède. Les deux parties finissent par convenir d'un duel qui réglera l'issue de la guerre : le champion de Thénis sera Indros, fils du roi. De son côté, Praximède profite de la trêve pour se rendre aux Jeux Olympiques afin de recruter un champion et son choix se porte sur Atlas. D'abord convaincu de soutenir une cause juste, ce dernier accepte d'aider Praximède, mais bien vite il constatera la sournoiserie du tyran.

## Fiche technique
- Titre français : Atlas
- Réalisation : Roger Corman
- Scénario : Charles B. Griffith
- Photographie : Basil Maros
- Musique : Ronald Stein
- Montage : Michael Luciano
- Pays d'origine : États-Unis
- Format : Couleurs - 2,35:1 - Mono
- Genre : Film d'aventure, Film d'action, Film de guerre, péplum
- Date de sortie : 1961

## Distribution
- Michael Forest : Atlas
- Barboura Morris : Candia
- Frank Wolff : Proximates
- Walter Maslow : Garnis
- Roger Corman : Soldat grec
- Charles B. Griffith : Soldat grec
- Dick Miller : Soldat grec